# Miguel Francisco Pereira
Miguel Pereira (Angola, 23 de agosto de 1975) es un exfutbolista de Angola que jugaba en la posición de delantero.

## Carrera

### Club
| Periodo   | Club                          | Apariciones | Goles |
| --------- | ----------------------------- | ----------- | ----- |
| 1993-1999 | FC Schalke 04                 | 16          | 1     |
| 1995–1996 | → SC Preußen Münster (cedido) | 5           | 0     |
| 1999-2001 | FC St. Pauli                  | 15          | 1     |
| 2001-2003 | TSV 1860 Munich II            | 7           | 0     |
| 2003-2005 | VfB Hüls                      | 80          | 26    |
| 2005-2006 | SG Wattenscheid 09            | 13          | 0     |
| 2006–2007 | VfB Hüls                      | 14          | 3     |

### Selección nacional
Jugó para Angola en 11 ocasiones de 1998 a 1999 y anotó dos goles, uno de ellos fue en la Copa Africana de Naciones 1998 en el empate 3-3 ante Namibia.
| N.º | Fecha     | Sede                                                             | Rival   | Marcados | Resultado | Torneo                         |
| --- | --------- | ---------------------------------------------------------------- | ------- | -------- | --------- | ------------------------------ |
| 1   | 12-2-1998 | Stade Omnisports de Bobo-Dioulasso, Bobo-Dioulasso, Burkina Faso | Namibia | 3–3      | 3–3       | Copa Africana de Naciones 1998 |
| 2   | 30-5-1998 | Independence Stadium, Windhoek, Namibia                          | Namibia | 1–1      | 1–1       | Copa COSAFA 1998               |

## Logros
- UEFA Cup (1): 1996/97